# Az Igazság Ligája – Kozmikus küzdelem
Az Igazság Ligája: Kozmikus küzdelem (eredeti cím: Lego DC Comics Super Heroes: Justice League – Cosmic Clash) 2016-ban bemutatott amerikai 3D-s számítógépes animációs film, amelynek a rendezője Rick Morales, a producere Brandon Vietti,az írója Jim Krieg, a zeneszerzője Tim Kelly. A DVD-film a Warner Bros. Animation, a Lego Csoport és a DC Comics gyártásában készült, a Warner Home Video forgalmazta. Műfaját tekintve filmvígjáték.
Amerikában 2016. március 1-én adták ki DVD-n, Magyarországon szintén 2016-ban DVD-n.

## Szereplők
| Szereplő              | Eredeti hang        | Magyar hang        |
| --------------------- | ------------------- | ------------------ |
| Batman                | Troy Baker          | Sarádi Zsolt       |
| Superman              | Nolan North         | Welker Gábor       |
| Csodanő               | Grey DeLisle        | Peller Anna        |
| Supergirl             | Jessica DiCicco     | Andrusko Marcella  |
| Zöld Lámpás           | Josh Keaton         | Szatory Dávid      |
| Agykeselyű            | Phil LaMarr         | Viczián Ottó       |
| Kozmo fiú             | Yuri Lowenthal      | Kisfalusi Lehel    |
| Vandal Savage         | Phil Morris         | Schneider Zoltán   |
| Kiborg                | Khary Payton        | Makranczi Zalán    |
| Félsz kapitány        | Jason Spisak        | Király Attila      |
| Villám                | James Arnold Taylor | Hamvas Dániel      |
| Szaturnuszlány        | Kari Wahlgren       | Bogdányi Titanilla |
| Ugh                   | Kari Wahlgren       | Bata Éva           |
| Feszültség            | Andy Milder         | Szabó Máté         |
| További magyar hangok |                     |                    |
| Suhajda Dániel        |                     |                    |